# 因扎戈
因扎戈（義大利語：Inzago），是意大利米兰省的一个市镇。总面积12平方公里，人口10287人，人口密度857.3人/平方公里（2009年）。国家统计（ISTAT）代码为015114。